# Bill Stafford
Bill Stafford (* 13. August 1939 in Catskill, New York; † 19. September 2001 in Wayne, Michigan), war ein US-amerikanischer Baseballspieler der von 1960 bis 1967 in der Major League Baseball (MLB) gespielt hatte. Stafford war von 1961 bis 1962 erfolgreicher Pitcher der New York Yankees, ein US-amerikanisches Major-League-Baseball-Team aus der Bronx, New York City. Er gewann 28 kombinierte Spiele in zwei Spielzeiten. Von 1960 bis 1962 spielte er 3-mal in den World Series für die New York Yankees. Im dritten Spiel der World Series im Jahre 1962 gegen die San Francisco Giants war Stafford bester Pitcher. Im September 2001 starb Stafford in Wayne, Michigan im Alter von 62 an einem Herzinfarkt.

## Teams
- New York Yankees (1960–1965)
- Kansas City Athletics (1966–1967)

## Statistik
- 186 Spiele
- 43 Wins
- 40 Losses
- 9 Saves
- 449 Strikeouts
- 3.52 ERA

## Sonstiges
- Im Jahr 1961 hatte Stafford mit 2.68 die zweitbeste Earned Run Average in der American League
- Als Kind spielte er in der Athens Little League in Athens, New York